# Julius Bernhard Engelmann

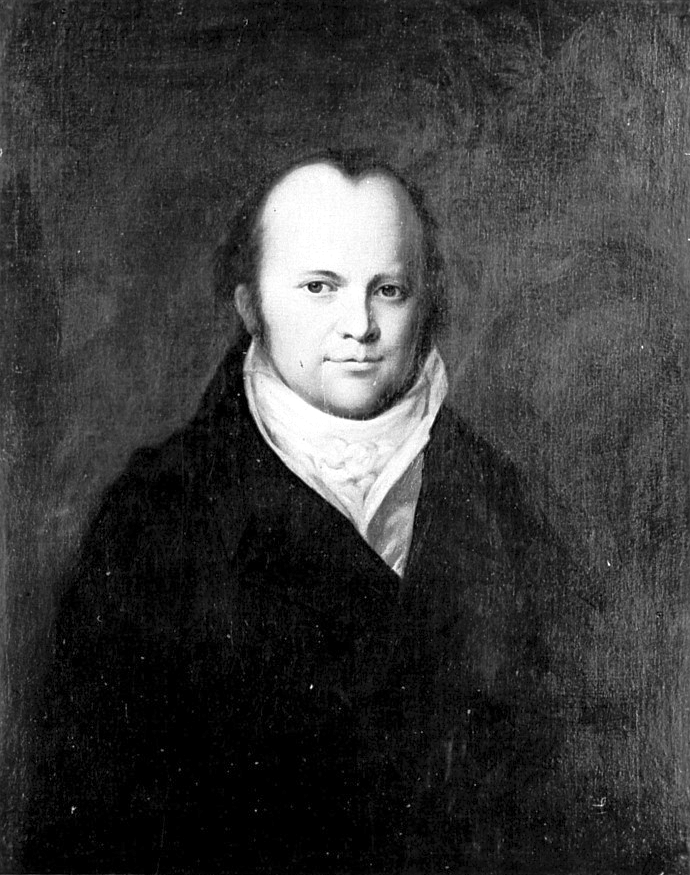
Julius Bernhard Engelmann auf einem Gemälde von Georg Oswald May aus dem Jahr 1811

Julius Bernhard Engelmann (* 26. Dezember 1773 in Bacharach; † 20. April 1844 in Bad Kreuznach) war ein deutscher Pädagoge und Autor. 

## Leben und Wirken
Julius Bernhard Engelmann war das achte von 13 Kindern des reformierten Pfarrers Erasmus Theodor Engelmann (1730–1802) und dessen Frau Anna Margaretha Hartmann (1742–1825). Einer seiner Brüder war der Verleger Joseph Engelmann, einer seiner Neffen Theodor Erasmus Hilgard. Gemeinsam mit seinen Brüdern wurde er bis zur Universitätsreife von seinem Vater unterrichtet. Am 27. April 1793 immatrikulierte Engelmann sich zum Studium der Theologie und der Philosophie an der Universität Halle. Nach Abschluss seines Studiums 1798 trat er eine Stelle als Hauslehrer (Hofmeister) bei der Familie des Kaufmanns Sarasin in Frankfurt am Main an. Hier schloss Engelmann sich einem Kreis junger Erzieher an, die die Söhne wohlhabender Familien auf ihr Studium vorbereiten sollten. Zu diesem Kreis gehörten der Pädagoge Elias Mieg (1770–1842), der spätere Geographieprofessor Carl Ritter, der Dichter Friedrich Hölderlin und der Philosoph Friedrich Hegel. Insbesondere diskutierten sie die neuen Methoden des Schweizer Pädagogen Johann Heinrich Pestalozzi.
1800 begann Engelmann neben seiner Unterrichtstätigkeit als Verfasser, Herausgeber und Übersetzer pädagogischer Werke aktiv zu werden. Von 1803 bis 1806 gab er zusammen mit seinen Frankfurter Erzieherfreunden den Neuen Kinderfreund heraus, für den er alle Beiträge schrieb. Auf Grundlage seiner Veröffentlichungen wurde Engelmann am 23. Juli 1807 die Magister- und Doktorwürde der philosophischen Fakultät der Universität Erlangen verliehen. 1807 hielt sich Engelmann gemeinsam mit Ritter und Mieg und ihren Schülern eine Zeit lang bei Pestalozzi in Yverdon auf. Er unterrichtete neben seiner Tätigkeit im Hause Sarasin an der 1807 gegründeten Töchterschule von Charlotte Augusta Christiana Bunsen (1766–1847). Dort erprobte er Pestalozzis Methoden. Mit seinem Taschenbuch für Reisende durch Deutschland und die angrenzenden Provinzen begründete Engelmann 1807 eine Reihe erfolgreicher Reiseführer.
Am 12. Januar 1808 eröffnete Engelmann eine eigene überkonfessionelle Erziehungsanstalt für Mädchen im Junghof in Frankfurt am Main, wo nach den reformpädagogischen Grundsätzen Pestalozzis unterrichtet wurde. Unterricht wurde in Deutsch, Französisch, Natur- und Erdbeschreibung, Geschichte, Rechnen, Religion, Malen, Handarbeiten, Musik und Tanz erteilt. Carl Ritter unterrichtete dort Geographie. Außerdem waren dort der Pädagoge Karl Frickhöffer (1791–1845) und seit 1817 der Komponist Xaver Schneyder von Wartensee (1786–1868) tätig. Zu seinen Schülerinnen zählte Marie de Flavigny, später Ehefrau von Franz Liszt und Mutter von Cosima Wagner, die von 1815 bis 1816 dort zur Schule ging. Durch eine Stellungnahme Bettina von Arnims sind einige Einzelheiten des Schulprogramms bekannt, das sie durch Franz Joseph Molitor erhielt.
Am 11. März 1808 gehörte Engelmann gemeinsam mit Carl  Ritter zu den Gründungsmitgliedern der Frankfurter Museumsgesellschaft und im Juli desselben Jahres, ebenfalls zusammen mit Ritter, war er Gründungsmitglied der Wetterauischen Gesellschaft für die gesammte Naturkunde in Hanau. 
Am 3. April 1808 heiratete Engelmann in Offenbach am Main Julie Antoinette May (1789–1865), eine Tochter des Malers Georg Oswald May. Aus dieser Ehe gingen 13 Kinder hervor, darunter der Arzt und Botaniker George Engelmann. 1811 übernahm er gemeinsam mit Carl Ritter das Amt des Sekretärs der Museumsgesellschaft. Am 4. Juni 1814 richtete Engelmann ein Gesuch auf Gewährung des Bürgerrechts an den Senat der Stadt Frankfurt. Es ist jedoch nicht bekannt, ob dem Ersuchen stattgegeben wurde.
1832 schloss Engelmann seine Erziehungsanstalt für Mädchen in Frankfurt am Main und siedelte mit seiner Familie nach Bad Kreuznach über. Hier gründete er erneut eine Mädchenschule, die nach seinem Tod von seiner Witwe fortgeführt wurde.

## Schriften (Auswahl)
- Neues zweckmäßiges Erleichterungsmittel zur Erlernung der französischen Sprache. Guilhauman, Frankfurt 1800; 3. Auflage 1813.
- Allgemeine Geographie in Briefen an ein Frauenzimmer. Guilhauman, Frankfurt 1804.
- Über den Aufsatz des Herrn Hofrats Guts Muths: Wollen alle Deutsche Musikanten werden? In: Guts Muths Bibliothek der pädagogischen Literatur. Mai 1805, S. 102ff.
- Fragmente aus Briefen, auf einer Schweizer Reise geschrieben. In: Morgenblatt für gebildete Stände. Yverdon 1807, S. 1187–1188.
- Taschenbuch für Reisende durch Deutschland und die angrenzenden Provinzen. Wilmans, Frankfurt 1807
- Einige Gedanken über Erziehung und Unterricht, besonders der Töchter, als Ankündigung einer Erziehungsanstalt für Töchter aus den gebildeten Ständen, nebst dem Plan der Anstalt. Mohr, Frankfurt 1808.
- Dem Andenken Georg Pforr's [1808]: In: Sammlung einiger in dem Frankfurter Museum vorgetragenen Arbeiten. 1. Teil, Eichenberg, Frankfurt 1810, S. 30–40.
- Erfahrungen und Bemerkungen über die Erziehung und den Unterricht, besonders des weiblichen Geschlechts, nebst Nachrichten von einer Erziehungsanstalt für Töchter und einer damit verbundenen Bildungsanstalt für Erzieherinnen. Andreä, Frankfurt 1811.
- Französische und deutsche Gespräche über Gegenstände des häuslichen und bürgerlichen Lebens. Andreä, Frankfurt 1816.
- Routes des Postes par l'Allemagne et les pays limitrophes, avec des notes tres-utiles aux voyageurs. Wilmans, Frankfurt 1821.
- Heidelbergs alte und neue Zeit. Stadt, Universität, Bibliothek, Schloss und Umgebungen. J. Engelmann, Heidelberg 1823, 2. Auflage 1830. (Google Books)
- Gebete und Erweckungen zum Gebet, ein Andachtsbuch für Familien. J. Engelmann, Heidelberg 1825.
- Der erneuerte Merian oder Vorzeit und Gegenwart am Rhein, 50 Abbildungen merkwürdiger Städte des Rheinlandes nach Merian nebst ihrer Geschichte und Schilderung ihres Zustandes vor zwei Jahrhunderten, ein Beitrag zur deutschen Nationalgeschichte. J. Engelmann, Heidelberg 1826.(Google Books)